# Национальный политехнический институт Тулузы
Национальный политехнический институт Тулузы — французский национальный политехнический институт, аффилированный с университетом, относится к академии Тулуза, входит в систему Университет Тулузы. Состоит из 7 школ. Основные направления деятельности: подготовка инженеров, переподготовка, научные исследования и внедрение новых технологий.

## Известные выпускники
- Каффа-Жаку, Ракиату — авиаинженер и политик Нигера.